# Danh sách cầu thủ tham dự Cúp bóng đá châu Phi 1990
Cúp bóng đá châu Phi 1990 là một giải thi đấu bóng đá quốc tế tổ chức ở Algérie diễn ra từ ngày 2 đến 16 tháng 3. Có 8 đội bóng tham gia, dưới đây là đội hình của các đội bóng.

## Bảng A

### Algérie
Huấn luyện viên: Abdelhamid Kermali
| Số | Vt | Cầu thủ                    | Ngày sinh (tuổi)            | Số trận | Câu lạc bộ      |
| -- | -- | -------------------------- | --------------------------- | ------- | --------------- |
| 1  | TM | Larbi El Hadi              | 27 tháng 5, 1961 (28 tuổi)  |         | JS Kabylie      |
| 16 | TM | Kamel Kadri                | 19 tháng 11, 1963 (26 tuổi) |         | MC Alger        |
| 22 | TM | Antar Osmani               | 22 tháng 2, 1960 (30 tuổi)  |         | ES Sétif        |
|    |    |                            |                             |         |                 |
| 2  | HV | Noureddine Bounaâs         | 18 tháng 10, 1965 (24 tuổi) |         | MO Constantine  |
| 3  | HV | Kamel Adjas                | 22 tháng 8, 1961 (28 tuổi)  |         | ES Sétif        |
| 4  | HV | Ali Benhalima              | 21 tháng 1, 1962 (28 tuổi)  |         | MC Oran         |
| 5  | HV | Rachid Adghigh*            | 1 tháng 7, 1961 (28 tuổi)   |         | JS Kabylie      |
| 5  | HV | Messaoud Aït Abderrahmane* | 11 tháng 11, 1970 (19 tuổi) |         | JS Kabylie      |
| 13 | HV | Lotfi Manaâ                | 21 tháng 11, 1964 (25 tuổi) |         | USM Annaba      |
| 15 | HV | Abdelhakim Serrar          | 24 tháng 4, 1961 (28 tuổi)  |         | ES Sétif        |
| 19 | HV | Tarek Lazizi               | 8 tháng 6, 1971 (18 tuổi)   |         | MC Alger        |
| 20 | HV | Fodil Megharia             | 23 tháng 5, 1961 (28 tuổi)  |         | Club Africain   |
|    |    |                            |                             |         |                 |
| 6  | TV | Mahieddine Meftah          | 25 tháng 9, 1968 (21 tuổi)  |         | JS Kabylie      |
| 8  | TV | Djamel Amani               | 17 tháng 6, 1962 (27 tuổi)  |         | Royal Antwerp   |
| 14 | TV | Tahar Chérif El-Ouazzani   | 10 tháng 7, 1967 (22 tuổi)  |         | MC Oran         |
| 18 | TV | Moussa Saïb                | 6 tháng 3, 1969 (20 tuổi)   |         | JS Kabylie      |
|    |    |                            |                             |         |                 |
| 7  | TĐ | Hamid Rahmouni             | 22 tháng 10, 1967 (22 tuổi) |         | ES Sétif        |
| 9  | TĐ | Djamel Menad               | 22 tháng 7, 1960 (29 tuổi)  |         | Nîmes Olympique |
| 10 | TĐ | Chérif Oudjani             | 9 tháng 12, 1964 (25 tuổi)  |         | FC Sochaux      |
| 11 | TĐ | Rabah Madjer (c)           | 15 tháng 2, 1958 (32 tuổi)  |         | FC Porto        |
| 12 | TĐ | Nacer Bouiche              | 16 tháng 5, 1965 (24 tuổi)  |         | JS Kabylie      |
| 17 | TĐ | Mohamed Rahem              | 21 tháng 6, 1970 (19 tuổi)  |         | USM El Harrach  |
| 21 | TĐ | Abderrazak Djahnit         | 8 tháng 1, 1966 (24 tuổi)   |         | JS Kabylie      |

*Rachid Adghigh seriously injured after the 2nd match, Algérie decided to replace him with Messaoud Aït Abderrahmane

### Ai Cập
Huấn luyện viên: Hany Moustapha
| Số | Vt | Cầu thủ              | Ngày sinh (tuổi)            | Số trận | Câu lạc bộ          |
| -- | -- | -------------------- | --------------------------- | ------- | ------------------- |
|    | TM | Thabet El-Batal      | 16 tháng 9, 1953 (36 tuổi)  |         | Al-Ahly SC          |
|    | HV | Fawzi Gamal          | 23 tháng 10, 1966 (23 tuổi) |         | Ismaily SC          |
|    | HV | Hamada Sedki         | 25 tháng 8, 1961 (28 tuổi)  |         | Ghazl El-Mehalla    |
|    | HV | Hesham Ibrahim       |                             |         | Zamalek SC          |
|    | HV | Mohamed Saad         |                             |         | Al-Ahly SC          |
|    | HV | Talaat Mansour       | 26 tháng 2, 1967 (23 tuổi)  |         | Zamalek SC          |
|    | HV | Mosheer Hanafi       |                             |         | Al-Ahly SC          |
|    | TV | Taha El-Sayed        |                             |         | Arab Contractors SC |
|    | TV | Tarek Yehia          | 10 tháng 9, 1961 (28 tuổi)  |         | Zamalek SC          |
|    | TV | Yasser Rayyan        | 26 tháng 3, 1970 (19 tuổi)  |         | El Mansoura SC      |
|    | TV | Mohamed Saad Shehata | 8 tháng 2, 1961 (29 tuổi)   |         | Arab Contractors SC |
|    | TĐ | Adel Abdelrahman     | 11 tháng 12, 1967 (22 tuổi) |         | Al-Ahly SC          |
|    | TĐ | Emad Salah           |                             |         | Zamalek SC          |
|    | TĐ | Abdel-Azim El-Shoura |                             |         | Ghazl El-Mehalla    |

### Bờ Biển Ngà
Huấn luyện viên:  Radivoje Ognjanović
| Số | Vt | Cầu thủ                 | Ngày sinh (tuổi)            | Số trận | Câu lạc bộ          |
| -- | -- | ----------------------- | --------------------------- | ------- | ------------------- |
|    | TM | Alain Gouaméné          | 15 tháng 6, 1966 (23 tuổi)  |         | ASEC Mimosas        |
|    | HV | Sékana Diaby            | 10 tháng 8, 1968 (21 tuổi)  |         | RCF Paris           |
|    | HV | Basile Aka Kouamé       | 6 tháng 4, 1963 (26 tuổi)   |         | ASEC Abidjan        |
|    | HV | Omer Tiero              |                             |         |                     |
|    | HV | Georges Lignon          | 29 tháng 12, 1968 (21 tuổi) |         | Africa Sports       |
|    | HV | Arsène Hobou            | 30 tháng 10, 1967 (22 tuổi) |         | ASEC Abidjan        |
|    | HV | Ruffin Lué              | 5 tháng 1, 1968 (22 tuổi)   |         | Africa Sports       |
|    | TV | Saint-Joseph Gadji-Celi | 1 tháng 3, 1961 (29 tuổi)   |         | ASEC Mimosas        |
|    | TV | Serge Maguy             | 20 tháng 10, 1970 (19 tuổi) |         | Africa Sports       |
|    | TV | Youssouf Fofana         | 26 tháng 7, 1966 (23 tuổi)  |         | AS Monaco           |
|    | TV | Pascal Miézan           | 3 tháng 4, 1959 (30 tuổi)   |         | Africa Sports       |
|    | TV | Oumar Ben Salah         | 2 tháng 7, 1964 (25 tuổi)   |         | Avignon Football 84 |
|    | TV | Yao Amani               | 17 tháng 9, 1963 (26 tuổi)  |         | ASEC Abidjan        |
| 10 | TĐ | Abdoulaye Traoré        | 4 tháng 3, 1967 (22 tuổi)   |         | Avignon Football 84 |
|    | TĐ | Dali Benoit Yohoua      | 10 tháng 8, 1968 (21 tuổi)  |         | Africa Sports       |
|    | TĐ | Lucien Kassi-Kouadio    | 21 tháng 12, 1963 (26 tuổi) |         | ASEC Abidjan        |

### Nigeria
Huấn luyện viên:  Clemens Westerhof
| Số | Vt | Cầu thủ           | Ngày sinh (tuổi)            | Số trận | Câu lạc bộ           |
| -- | -- | ----------------- | --------------------------- | ------- | -------------------- |
| 1  | TM | Alloysius Agu     | 12 tháng 7, 1967 (22 tuổi)  |         | ACB Lagos            |
| 3  | HV | Andrew Uwe        | 12 tháng 10, 1967 (22 tuổi) |         | KSV Roeselare        |
| 2  | HV | Abdul Aminu       | 21 tháng 2, 1965 (25 tuổi)  |         | El-Kanemi Warriors   |
| 11 | HV | Ademola Adeshina  | 6 tháng 4, 1964 (25 tuổi)   |         | Shooting Stars       |
|    | HV | Benedict Iroha    | 29 tháng 11, 1969 (20 tuổi) |         | Iwuanyanwu Nationale |
| 4  | HV | Uche Okechukwu    | 27 tháng 9, 1967 (22 tuổi)  |         | Iwuanyanwu Nationale |
| 19 | HV | Isaac Semitoje    | 28 tháng 4, 1968 (21 tuổi)  |         | Bendel Insurance     |
| 13 | HV | Herbert Anijekwu  | 4 tháng 12, 1964 (25 tuổi)  |         | Enugu Rangers        |
| 16 | TV | Wasiu Ipaye       | 6 tháng 7, 1968 (21 tuổi)   |         | First Bank FC        |
| 6  | TV | Thompson Oliha    | 4 tháng 10, 1968 (21 tuổi)  |         | Iwuanyanwu Nationale |
|    | TV | Tajudeen Oyekanmi | 23 tháng 2, 1973 (17 tuổi)  |         | Ranchers Bees        |
| 7  | TV | Ayodele Ogunlana  |                             |         | Ranchers Bees        |
| 8  | TV | Moses Kpakor      | 1 tháng 6, 1965 (24 tuổi)   |         | BCC Lions            |
| 10 | TV | Emmanuel Okocha   |                             |         | Enugu Rangers        |
| 20 | TV | Baldwin Bazuaye   | 9 tháng 9, 1968 (21 tuổi)   |         | Bendel Insurance     |
| 9  | TĐ | Rashidi Yekini    | 23 tháng 10, 1963 (26 tuổi) |         | Africa Sports        |
| 14 | TĐ | Daniel Amokachi   | 30 tháng 12, 1972 (17 tuổi) |         | Ranchers Bees        |
| 17 | TĐ | Friday Elahor     | 14 tháng 11, 1967 (22 tuổi) |         | Brøndby IF           |

## Bảng B

### Cameroon
Huấn luyện viên:  Valery Nepomnyashchy
| Số | Vt | Cầu thủ             | Ngày sinh (tuổi)            | Số trận | Câu lạc bộ       |
| -- | -- | ------------------- | --------------------------- | ------- | ---------------- |
|    | TM | William Andem       | 14 tháng 6, 1968 (21 tuổi)  |         | Union Douala     |
|    | TM | Thomas Nkono        | 20 tháng 7, 1955 (34 tuổi)  |         | RCD Espanyol     |
|    | HV | Bertin Ebwellé      | 11 tháng 9, 1962 (27 tuổi)  |         | Tonnerre Yaoundé |
|    | HV | Emmanuel Kundé      | 15 tháng 7, 1956 (33 tuổi)  |         | Canon Yaoundé    |
|    | HV | Benjamin Massing    | 20 tháng 6, 1962 (27 tuổi)  |         | Créteil          |
|    | HV | Jules Onana         | 12 tháng 6, 1964 (25 tuổi)  |         | Canon Yaoundé    |
|    | HV | Jean-Claude Pagal   | 15 tháng 9, 1964 (25 tuổi)  |         | La Roche VF      |
|    | HV | Stephen Tataw       | 31 tháng 3, 1963 (26 tuổi)  |         | Tonnerre Yaoundé |
|    | TV | Ernest Ebongué      | 15 tháng 5, 1962 (27 tuổi)  |         | Varzim S.C.      |
|    | TV | André Kana-Biyik    | 1 tháng 9, 1965 (24 tuổi)   |         | FC Metz          |
|    | TV | Thomas Libiih       | 17 tháng 11, 1967 (22 tuổi) |         | Tonnerre Yaoundé |
|    | TV | Emmanuel Maboang    | 27 tháng 11, 1968 (21 tuổi) |         | Canon Yaoundé    |
|    | TV | Louis-Paul Mfédé    | 26 tháng 2, 1961 (29 tuổi)  |         | Canon Yaoundé    |
|    | TĐ | Bonaventure Djonkep | 20 tháng 8, 1961 (28 tuổi)  |         | Union Douala     |
|    | TĐ | Eugène Ekéké        | 30 tháng 5, 1960 (29 tuổi)  |         | Valenciennes FC  |
|    | TĐ | Cyril Makanaky      | 28 tháng 6, 1965 (24 tuổi)  |         | SC Toulon        |
|    | TĐ | François Omam-Biyik | 21 tháng 5, 1966 (23 tuổi)  |         | Stade Laval      |

### Kenya
Huấn luyện viên: Mohammed Kheri
| Số | Vt | Cầu thủ            | Ngày sinh (tuổi)            | Số trận | Câu lạc bộ   |
| -- | -- | ------------------ | --------------------------- | ------- | ------------ |
|    | TM | John Busolo        |                             |         | Leopards     |
|    | TM | Washington Muhanji |                             |         | Leopards     |
|    | HV | Wycliffe Anyangu   |                             |         |              |
|    | HV | Austin Oduor       |                             |         | Gor Mahia    |
|    | HV | Micky Weche        |                             |         |              |
|    | HV | Tobias Ochola      |                             |         |              |
|    |    | Paul Ochieng       |                             |         | Gor Mahia    |
|    |    | Abbas Magongo      |                             |         | Gor Mahia    |
|    | TV | John Lukoye        |                             |         |              |
|    |    | George Onyango     |                             |         |              |
|    | TV | Sammy Onyango      | 3 tháng 3, 1961 (28 tuổi)   |         | Kisumu Posta |
|    | TV | Henry Nyandoro     | 20 tháng 10, 1969 (20 tuổi) |         | Leopards     |
|    |    | Paul Onyera        |                             |         |              |
|    | TĐ | Henry Motego       | 21 tháng 5, 1964 (25 tuổi)  |         | Al-Oruba     |
|    | TĐ | Peter Dawo         | 1964                        |         | Gor Mahia    |
|    | TĐ | Mike Origi         | 16 tháng 11, 1967 (22 tuổi) |         | Tusker       |
|    |    | John Odie          |                             |         |              |
|    |    | Anthony Ndolo      |                             |         |              |
|    |    | Mulupi Makuto      |                             |         |              |

### Sénégal
Huấn luyện viên:  Claude Le Roy
| Số | Vt | Cầu thủ          | Ngày sinh (tuổi)            | Số trận | Câu lạc bộ        |
| -- | -- | ---------------- | --------------------------- | ------- | ----------------- |
|    | TM | Abdou M'Baye     |                             |         |                   |
|    | TM | Cheikh Seck      | 8 tháng 1, 1958 (32 tuổi)   |         | ES Tunis          |
|    | HV | Mustapha Diagne  | 15 tháng 8, 1966 (23 tuổi)  |         | Grenoble Foot     |
|    | HV | Pape Fall        | 19 tháng 1, 1960 (30 tuổi)  |         | Caen              |
|    | HV | Adolphe Mendy    | 16 tháng 1, 1960 (30 tuổi)  |         | ASC Port Autonome |
|    | HV | Roger Mendy      | 8 tháng 2, 1960 (30 tuổi)   |         | AS Monaco         |
|    | HV | Mamadou Tew      | 27 tháng 11, 1959 (30 tuổi) |         | Club Brugge       |
|    | TV | Adama Cissé      | 21 tháng 3, 1967 (22 tuổi)  |         | ASC Diaraf        |
| 10 | TV | Jules Bocandé    | 25 tháng 11, 1958 (31 tuổi) |         | OGC Nice          |
|    | TV | Lamine Sagna     | 17 tháng 11, 1969 (20 tuổi) |         | ASC Diaraf        |
|    | TV | Sylvestre Coly   |                             |         | Casa Sport        |
|    | TV | Mamadou Gueye    |                             |         |                   |
|    | TV | Youssou Mbengue  |                             |         |                   |
|    | TV | Baytir Samb      |                             |         |                   |
|    | TĐ | Abdoulaye Diallo | 27 tháng 1, 1963 (27 tuổi)  |         | Marseille         |
|    | TĐ | Mamadou Diallo   | 21 tháng 8, 1971 (18 tuổi)  |         | Sotra FC          |
|    | TĐ | Lamine N'Diaye   | 18 tháng 10, 1956 (33 tuổi) |         | Mulhouse          |
|    | TĐ | Moussa N'Dao     | 15 tháng 7, 1968 (21 tuổi)  |         | WAC Casablanca    |
|    | TĐ | Souleyman Sané   | 26 tháng 2, 1961 (29 tuổi)  |         | 1. FC Nürnberg    |
|    | TĐ | Mamadou Diarra   | 18 tháng 10, 1970 (19 tuổi) |         | ASC Port Autonome |

### Zambia
Huấn luyện viên: Samuel Ndhlovu
| Số | Vt | Cầu thủ             | Ngày sinh (tuổi)            | Số trận | Câu lạc bộ         |
| -- | -- | ------------------- | --------------------------- | ------- | ------------------ |
|    | TM | David Chabala       | 2 tháng 2, 1960 (30 tuổi)   |         | Mufulira Wanderers |
|    | HV | Whiteson Changwe    | 19 tháng 10, 1964 (25 tuổi) |         |                    |
|    | HV | Samuel Chomba       | 5 tháng 1, 1964 (26 tuổi)   |         | Kabwe Warriors     |
|    | HV | John Soko           | 5 tháng 5, 1968 (21 tuổi)   |         | Nkana Red Devils   |
|    | HV | Kapambwe Mulenga    | 1963 (aged 27)              |         | Nkana Red Devils   |
|    | TV | Joel Bwalya         | 24 tháng 10, 1972 (17 tuổi) |         | Mufulira Wanderers |
|    | TV | Wisdom Mumba Chansa | 17 tháng 4, 1964 (25 tuổi)  |         | Power Dynamos      |
|    | TV | Linos Makwaza       | 4 tháng 12, 1965 (24 tuổi)  |         | Power Dynamos      |
|    | TV | Eston Mulenga       | 6 tháng 8, 1961 (28 tuổi)   |         | Nkana Red Devils   |
|    | TV | Lucky Msiska        | 17 tháng 3, 1960 (29 tuổi)  |         | KSV Roeselare      |
|    | TV | Derby Makinka       | 5 tháng 9, 1965 (24 tuổi)   |         | Profund Warriors   |
|    | TV | Beston Chambeshi    | 4 tháng 4, 1960 (29 tuổi)   |         | Nkana Red Devils   |
|    | TĐ | Philemon Chisala    |                             |         |                    |
|    | TĐ | Webster Chikabala   | 27 tháng 3, 1965 (24 tuổi)  |         | Eendracht Aalst    |
|    | TĐ | Kenneth Malitoli    | 20 tháng 8, 1966 (23 tuổi)  |         | Nkana Red Devils   |
|    | TĐ | Geoffrey Mulenga    |                             |         | Nchanga Rangers    |
|    | TĐ | Pearson Mwanza      | 1 tháng 1, 1968 (22 tuổi)   |         | Power Dynamos      |
|    | TĐ | Timothy Mwitwa      | 21 tháng 5, 1968 (21 tuổi)  |         | Nkana Red Devils   |